# Bóng chày tại Đại hội Thể thao châu Á 2014
Bóng chày tại Đại hội Thể thao châu Á 2014 được tổ chức tại Incheon, Hàn Quốc từ 22 đến 28 tháng 9 năm 2014. Cuộc thi chỉ dành cho nam. Tất cả các trận đấu được diễn ra tại Sân vận động bóng chày Munhak và Sân vận động bóng chày Mokdong.

## Bảng huy chương
| Nội dung | Vàng | Bạc | Đồng |
| -------- | --- | --- | --- |
| Nam      | Hàn Quốc · An Ji-man · Kim Min-sung · Kim Sang-su · Lee Jae-hak · Lim Chang-yong · Hwang Jae-gyun · Kang Jung-ho · Oh Jae-won · Lee Jae-won · Yoo Won-sang · Lee Tae-yang · Cha Woo-chan · Na Ji-wan · Kim Kwang-hyun · Son Ah-seop · Hong Seong-moo · Kang Min-ho · Na Sung-bum · Min Byung-hun · Kim Hyun-soo · Bong Jung-keun · Park Byung-ho · Yang Hyeon-jong · Han Hyun-hee | Đài Bắc Trung Hoa · Yang Hsien-hsien · Yu Meng-hsiung · Lin Ken-wei · Hsiao Po-ting · Wang Po-rong · Chen Pin-chieh · Chiang Chih-hsien · Lin Yi-hsiang · Chen Kuan-yu · Hu Chih-wei · Cheng Kai-wen · Lin Kun-sheng · Kuo Yen-wen · Wang Yao-lin · Chu Li-jen · Chen Chun-hsiu · Pan Chih-fang · Sung Chia-hao · Lo Kuo-hua · Jhang Jin-de · Lo Chia-jen · Chiang Shao-ching · Kuo Chun-lin · Lin Han | Nhật Bản · Takuya Fujishima · Issei Endo · Shun Ishikawa · Masahiro Nishino · Ryota Ishioka · Yuichi Tabata · Ken Tanaka · Toshihiko Kuramoto · Yusuke Ueda · Masataka Iryo · Tetsu Yokota · Takayuki Kato · Tsukasa Komatsu · Koshiro Imamura · Reo Moriyasu · Katsutoshi Satake · Takuaki Iguchi · Ryota Sekiya · Takeshi Kunimoto · Akira Matsumoto · Toshiyuki Hayashi · Shigeki Nakano · Taihei Fukuda · Ryota Ito |

## Bảng đấu
Các đội được chia vị trí theo IBAF World Rankings.
| Bảng A - Nhật Bản - Trung Quốc - Pakistan - Mông Cổ | Bảng B - Đài Bắc Trung Hoa - Hàn Quốc - Thái Lan - Hồng Kông |

## Đội
| Trung Quốc | Đài Bắc Trung Hoa | Hồng Kông | Nhật Bản |
| --- | --- | --- | --- |
| - Meng Weiqiang - Yang Haifan - Tang Wei - Liu Yu - Zhai Yuankai - Li Xin - Du Xiaolei - Sun Jianzeng - Yang Shunyi - Ran Song - Li Ziliang - Zhang Haoyue - Li Shuai - Zhang Xiang - Meng Qingyuan - Cui Xiao - Chen Hao - Wang Kai - Dong Wei - Luo Xia - Qi Jiping - Wang Wei - Lu Yi - Na Chuang                             | - Yang Hsien-hsien - Yu Meng-hsiung - Lin Ken-wei - Hsiao Po-ting - Wang Po-rong - Chen Pin-chieh - Chiang Chih-hsien - Lin Yi-hsiang - Chen Kuan-yu - Hu Chih-wei - Cheng Kai-wen - Lin Kun-sheng - Kuo Yen-wen - Wang Yao-lin - Chu Li-jen - Chen Chun-hsiu - Pan Chih-fang - Sung Chia-hao - Lo Kuo-hua - Jhang Jin-de - Lo Chia-jen - Chiang Shao-ching - Kuo Chun-lin - Lin Han | - Ting Chu Pok - Chan Ting Wai - Enroy Chiu - Andy Lo - Leung Ho Yin - Nip Tin Ching - Matthew Lai - Leung Yu Chung - Wong Ho Fung - Yung Tsun Wai - Leung Chung Hei - Yip Hing Long - Benny Tam - Sam Leung - Ng Yuk Ming - Mok Wing Tung - Wu Chun Yeung - Li Wing Sing - Wu Tsz Tung - Clement Fong - Leung Ho Nam - Tsang Kin Chung - Ng Yau Pang - Kwong Chi Kit    | - Takuya Fujishima - Issei Endo - Shun Ishikawa - Masahiro Nishino - Ryota Ishioka - Yuichi Tabata - Ken Tanaka - Toshihiko Kuramoto - Yusuke Ueda - Masataka Iryo - Tetsu Yokota - Takayuki Kato - Tsukasa Komatsu - Koshiro Imamura - Reo Moriyasu - Katsutoshi Satake - Takuaki Iguchi - Ryota Sekiya - Takeshi Kunimoto - Akira Matsumoto - Toshiyuki Hayashi - Shigeki Nakano - Taihei Fukuda - Ryota Ito                                                                           |
| Mông Cổ | Pakistan | Hàn Quốc | Thái Lan |
| - Bat-Ochiryn Dechinsüren - Oyuunbaataryn Önöbold - Davaagiin Pürevkhishig - Baasanjavyn Erdenebulag - Bayarmaagiin Mönkh-Ochir - Mönkhbatyn Battushig - Tsolmongiin Batzul - Lkhagvatserengiin Narmandakh - Ölziibayaryn Javkhlan - Ganboldyn Gan-Erdene - Dashzevegiin Mönkhbat - Batsaikhany Baasandorj - Sengeegiin Pürevjav | - Tariq Nadeem - Muhammad Waqas Ismail - Atif Dar - Muhammad Sumair Zawar - Muhammad Abubakar Siddiqui - Dur-i-Hussain - Khurram Raza Khan - Muhammad Usman - Zubair Nawaz - Umair Imdad Bhatti - Adil Sardar - Muhammad Ahsan Baig - Fazal-ur-Rehman - Burhan Johar - Adnan Butt - Nasir Nadeem Butt                                                                                | - An Ji-man - Kim Min-sung - Kim Sang-su - Lee Jae-hak - Lim Chang-yong - Hwang Jae-gyun - Kang Jung-ho - Oh Jae-won - Lee Jae-won - Yoo Won-sang - Lee Tae-yang - Cha Woo-chan - Na Ji-wan - Kim Kwang-hyun - Son Ah-seop - Hong Seong-moo - Kang Min-ho - Na Sung-bum - Min Byung-hun - Kim Hyun-soo - Bong Jung-keun - Park Byung-ho - Yang Hyeon-jong - Han Hyun-hee | - Arkaradech Jitpong - Pongpun Yoopongpitak - Mukkapol Subsulekun - Adichat Wongvichit - Sek Sitthikaew - Phanuwat Sukmuang - Nirun Jaroenkitsiriwong - Alex Clark - Naruephol Maungkasem - Chayaphat Suanthong - Wissaroot Sihamat - Siraphop Nadee - Sakai Phraechai - Teerasak Kongsabai - Yannapat Arpornsiri - Chanatip Thongbai - Papat Yoosamran - Wasan Sorahong - Kritsana Thongoon - Jack Daru - Joe Daru - Kamolphan Kanjanavisut - Phoomwut Wutthikorn - Sanyalak Pipatpinyo |

## Kết quả
Tất cả đều theo giờ chuẩn Hàn Quốc (UTC+09:00)

### Vòng loại

#### Bảng A
| Đội        | Pld | W | L | RF | RA | Pct   |
| ---------- | --- | - | - | -- | -- | ----- |
| Nhật Bản   | 3   | 3 | 0 | 41 | 1  | 1.000 |
| Trung Quốc | 3   | 2 | 1 | 21 | 11 | 0.667 |
| Pakistan   | 3   | 1 | 2 | 26 | 15 | 0.333 |
| Mông Cổ    | 3   | 0 | 3 | 0  | 61 | 0.000 |

| 22 tháng 9 18:30 | Nhật Bản            | 11–0 (F/7) | Trung Quốc | Sân vận động bóng chày Mokdong, Seoul Trọng tài: Park Seong-jun (KOR) |
| 22 tháng 9 18:30 | WP: Tsukasa Komatsu |            | LP: Li Xin | Sân vận động bóng chày Mokdong, Seoul Trọng tài: Park Seong-jun (KOR) |

| Đội        | 1 | 2 | 3 | 4 | 5 | 6 | 7 | 8 | 9 | R  | H  | E |
| ---------- | - | - | - | - | - | - | - | - | - | -- | -- | - |
| Trung Quốc | 0 | 0 | 0 | 0 | 0 | 0 | 0 | — | — | 0  | 5  | 1 |
| Nhật Bản   | 3 | 3 | 1 | 0 | 0 | 4 | X | — | — | 11 | 12 | 0 |

| 23 tháng 9 12:30 | Trung Quốc     | 15–0 (F/5) | Mông Cổ                   | Sân vận động bóng chày Munhak, Incheon Trọng tài: Kim Jae-young (KOR) |
| 23 tháng 9 12:30 | WP: Li Ziliang |            | LP: Dashzevegiin Mönkhbat | Sân vận động bóng chày Munhak, Incheon Trọng tài: Kim Jae-young (KOR) |

| Đội        | 1 | 2 | 3 | 4 | 5 | 6 | 7 | 8 | 9 | R  | H | E |
| ---------- | - | - | - | - | - | - | - | - | - | -- | - | - |
| Mông Cổ    | 0 | 0 | 0 | 0 | 0 | — | — | — | — | 0  | 0 | 5 |
| Trung Quốc | 0 | 1 | 7 | 3 | 4 | — | — | — | — | 15 | 8 | 0 |

| 23 tháng 9 18:30 | Nhật Bản                   | 9–1 | Pakistan         | Sân vận động bóng chày Munhak, Incheon Trọng tài: Zhu Sheng (CHN) |
| 23 tháng 9 18:30 | WP: Koshiro Imamura        |     | LP: Tariq Nadeem | Sân vận động bóng chày Munhak, Incheon Trọng tài: Zhu Sheng (CHN) |
| 23 tháng 9 18:30 | HR: Toshihiko Kuramoto (1) |     |                  | Sân vận động bóng chày Munhak, Incheon Trọng tài: Zhu Sheng (CHN) |

| Đội      | 1 | 2 | 3 | 4 | 5 | 6 | 7 | 8 | 9 | R | H  | E |
| -------- | - | - | - | - | - | - | - | - | - | - | -- | - |
| Pakistan | 1 | 0 | 0 | 0 | 0 | 0 | 0 | 0 | 0 | 1 | 4  | 1 |
| Nhật Bản | 0 | 1 | 1 | 2 | 1 | 1 | 1 | 2 | X | 9 | 15 | 0 |

| 24 tháng 9 18:30 | Pakistan        | 25–0 (F/5) | Mông Cổ                   | Sân vận động bóng chày Mokdong, Seoul Trọng tài: Kim Dae-nam (KOR) |
| 24 tháng 9 18:30 | WP: Adil Sardar |            | LP: Ölziibayaryn Javkhlan | Sân vận động bóng chày Mokdong, Seoul Trọng tài: Kim Dae-nam (KOR) |

| Đội      | 1 | 2 | 3 | 4  | 5 | 6 | 7 | 8 | 9 | R  | H  | E |
| -------- | - | - | - | -- | - | - | - | - | - | -- | -- | - |
| Mông Cổ  | 0 | 0 | 0 | 0  | 0 | — | — | — | — | 0  | 0  | 6 |
| Pakistan | 1 | 8 | 5 | 11 | X | — | — | — | — | 25 | 16 | 0 |

| 25 tháng 9 12:30 | Mông Cổ                                                        | 0–21 (F/5) | Nhật Bản          | Sân vận động bóng chày Munhak, Incheon Trọng tài: Hsieh Liang-kuei (TPE) |
| 25 tháng 9 12:30 | LP: Dashzevegiin Mönkhbat                                      |            | WP: Takayuki Kato | Sân vận động bóng chày Munhak, Incheon Trọng tài: Hsieh Liang-kuei (TPE) |
| 25 tháng 9 12:30 | HR: Masahiro Nishino (1), Takeshi Kunimoto (1), Ken Tanaka (1) |            |                   | Sân vận động bóng chày Munhak, Incheon Trọng tài: Hsieh Liang-kuei (TPE) |

| Đội      | 1 | 2 | 3 | 4 | 5 | 6 | 7 | 8 | 9 | R  | H  | E |
| -------- | - | - | - | - | - | - | - | - | - | -- | -- | - |
| Nhật Bản | 2 | 4 | 6 | 1 | 8 | — | — | — | — | 21 | 18 | 0 |
| Mông Cổ  | 0 | 0 | 0 | 0 | 0 | — | — | — | — | 0  | 2  | 4 |

| 25 tháng 9 18:30 | Trung Quốc      | 6–0 | Pakistan         | Sân vận động bóng chày Munhak, Incheon Trọng tài: Masataka Tomizawa (JPN) |
| 25 tháng 9 18:30 | WP: Yang Haifan |     | LP: Tariq Nadeem | Sân vận động bóng chày Munhak, Incheon Trọng tài: Masataka Tomizawa (JPN) |

| Đội        | 1 | 2 | 3 | 4 | 5 | 6 | 7 | 8 | 9 | R | H  | E |
| ---------- | - | - | - | - | - | - | - | - | - | - | -- | - |
| Pakistan   | 0 | 0 | 0 | 0 | 0 | 0 | 0 | 0 | 0 | 0 | 4  | 2 |
| Trung Quốc | 0 | 1 | 1 | 1 | 0 | 0 | 3 | 0 | X | 6 | 11 | 0 |

#### Bảng B
| Đội               | Pld | W | L | RF | RA | Pct   |
| ----------------- | --- | - | - | -- | -- | ----- |
| Hàn Quốc          | 3   | 3 | 0 | 37 | 0  | 1.000 |
| Đài Bắc Trung Hoa | 3   | 2 | 1 | 25 | 11 | 0.667 |
| Thái Lan          | 3   | 1 | 2 | 14 | 35 | 0.333 |
| Hồng Kông         | 3   | 0 | 3 | 7  | 37 | 0.000 |

| 22 tháng 9 12:30 | Đài Bắc Trung Hoa | 12–0 (F/7) | Hồng Kông        | Sân vận động bóng chày Munhak, Incheon Trọng tài: Park Won-jung (KOR) |
| 22 tháng 9 12:30 | WP: Lo Kuo-hua    |            | LP: Li Wing Sing | Sân vận động bóng chày Munhak, Incheon Trọng tài: Park Won-jung (KOR) |

| Đội               | 1 | 2 | 3 | 4 | 5 | 6 | 7 | 8 | 9 | R  | H | E |
| ----------------- | - | - | - | - | - | - | - | - | - | -- | - | - |
| Hồng Kông         | 0 | 0 | 0 | 0 | 0 | 0 | 0 | — | — | 0  | 2 | 1 |
| Đài Bắc Trung Hoa | 3 | 0 | 3 | 1 | 2 | 3 | X | — | — | 12 | 9 | 0 |

| 22 tháng 9 18:30 | Hàn Quốc         | 15–0 (F/5) | Thái Lan              | Sân vận động bóng chày Munhak, Incheon Trọng tài: Akihiko Ito (JPN) |
| 22 tháng 9 18:30 | WP: Yoo Won-sang |            | LP: Wissaroot Sihamat | Sân vận động bóng chày Munhak, Incheon Trọng tài: Akihiko Ito (JPN) |

| Đội      | 1 | 2 | 3 | 4 | 5 | 6 | 7 | 8 | 9 | R  | H  | E |
| -------- | - | - | - | - | - | - | - | - | - | -- | -- | - |
| Thái Lan | 0 | 0 | 0 | 0 | 0 | — | — | — | — | 0  | 2  | 2 |
| Hàn Quốc | 8 | 0 | 4 | 3 | X | — | — | — | — | 15 | 13 | 0 |

| 23 tháng 9 18:30 | Đài Bắc Trung Hoa | 13–1 (F/7) | Thái Lan              | Sân vận động bóng chày Mokdong, Seoul Trọng tài: Kunio Zama (JPN) |
| 23 tháng 9 18:30 | WP: Sung Chia-hao |            | LP: Phanuwat Sukmuang | Sân vận động bóng chày Mokdong, Seoul Trọng tài: Kunio Zama (JPN) |

| Đội               | 1 | 2 | 3 | 4 | 5 | 6 | 7 | 8 | 9 | R  | H  | E |
| ----------------- | - | - | - | - | - | - | - | - | - | -- | -- | - |
| Thái Lan          | 0 | 0 | 0 | 1 | 0 | 0 | 0 | — | — | 1  | 3  | 2 |
| Đài Bắc Trung Hoa | 8 | 5 | 0 | 0 | 0 | 0 | X | — | — | 13 | 16 | 0 |

| 24 tháng 9 12:30 | Thái Lan           | 13–7 | Hồng Kông          | Sân vận động bóng chày Munhak, Incheon Trọng tài: Chen Bin-shun (TPE) |
| 24 tháng 9 12:30 | WP: Siraphop Nadee |      | LP: Leung Yu Chung | Sân vận động bóng chày Munhak, Incheon Trọng tài: Chen Bin-shun (TPE) |

| Đội       | 1 | 2 | 3 | 4 | 5 | 6 | 7 | 8 | 9 | R  | H | E |
| --------- | - | - | - | - | - | - | - | - | - | -- | - | - |
| Hồng Kông | 0 | 2 | 2 | 1 | 2 | 0 | 0 | 0 | 0 | 7  | 6 | 3 |
| Thái Lan  | 1 | 0 | 2 | 3 | 2 | 3 | 0 | 2 | X | 13 | 5 | 2 |

| 24 tháng 9 18:30 | Hàn Quốc                                                | 10–0 (F/8) | Đài Bắc Trung Hoa | Sân vận động bóng chày Munhak, Incheon Trọng tài: Akira Horii (JPN) |
| 24 tháng 9 18:30 | WP: Cha Woo-chan                                        |            | LP: Wang Yao-lin  | Sân vận động bóng chày Munhak, Incheon Trọng tài: Akira Horii (JPN) |
| 24 tháng 9 18:30 | HR: Kang Jung-ho (1), Oh Jae-won (1), Park Byung-ho (1) |            |                   | Sân vận động bóng chày Munhak, Incheon Trọng tài: Akira Horii (JPN) |

| Đội               | 1 | 2 | 3 | 4 | 5 | 6 | 7 | 8 | 9 | R  | H  | E |
| ----------------- | - | - | - | - | - | - | - | - | - | -- | -- | - |
| Đài Bắc Trung Hoa | 0 | 0 | 0 | 0 | 0 | 0 | 0 | 0 | — | 0  | 6  | 1 |
| Hàn Quốc          | 7 | 2 | 0 | 0 | 0 | 0 | 0 | 1 | — | 10 | 14 | 0 |

| 25 tháng 9 18:30 | Hồng Kông             | 0–12 (F/7) | Hàn Quốc           | Sân vận động bóng chày Mokdong, Seoul Trọng tài: Feng Qifeng (CHN) |
| 25 tháng 9 18:30 | LP: Sam Leung         |            | WP: Bong Jung-keun | Sân vận động bóng chày Mokdong, Seoul Trọng tài: Feng Qifeng (CHN) |
| 25 tháng 9 18:30 | HR: Min Byung-hun (1) |            |                    | Sân vận động bóng chày Mokdong, Seoul Trọng tài: Feng Qifeng (CHN) |

| Đội       | 1 | 2 | 3 | 4 | 5 | 6 | 7 | 8 | 9 | R  | H | E |
| --------- | - | - | - | - | - | - | - | - | - | -- | - | - |
| Hàn Quốc  | 1 | 1 | 3 | 1 | 1 | 2 | 3 | — | — | 12 | 9 | 1 |
| Hồng Kông | 0 | 0 | 0 | 0 | 0 | 0 | 0 | — | — | 0  | 2 | 1 |

### Chung kết
|  | Bán kết           | Bán kết  |                       |   | Tranh huy chương vàng | Tranh huy chương vàng |
|  |                   |          |                       |   |                       |                       |
|  | 27 September      |          |                       |   |                       |                       |
|  |                   |          |                       |   |                       |                       |
|  | Nhật Bản          | 4        |                       |   |                       |                       |
|  | Nhật Bản          | 4        | 28 September          |   |                       |                       |
|  | Đài Bắc Trung Hoa | 10       |                       |   |                       |                       |
|  | Đài Bắc Trung Hoa | 10       | Đài Bắc Trung Hoa     | 3 |                       |                       |
|  | 27 September      |          | Đài Bắc Trung Hoa     | 3 |                       |                       |
|  |                   | Hàn Quốc | 6                     |   |                       |                       |
|  | Hàn Quốc          | Hàn Quốc | 6                     | 7 |                       |                       |
|  | Hàn Quốc          |          |                       | 7 |                       |                       |
|  | Trung Quốc        | 2        |                       |   |                       |                       |
|  | Trung Quốc        | 2        | Tranh huy chương đồng |   |                       |                       |
|  |                   |          |                       |   |                       |                       |
|  | 28 September      |          |                       |   |                       |                       |
|  |                   |          |                       |   |                       |                       |
|  | Nhật Bản (F/7)    | 10       |                       |   |                       |                       |
|  | Nhật Bản (F/7)    | 10       |                       |   |                       |                       |
|  | Trung Quốc        | 0        |                       |   |                       |                       |

#### Bán kết
| 27 tháng 9 12:30 | Nhật Bản            | 4–10 | Đài Bắc Trung Hoa | Sân vận động bóng chày Munhak, Incheon Trọng tài: Park Hi-young (KOR) |
| 27 tháng 9 12:30 | LP: Tetsu Yokota    |      | WP: Cheng Kai-wen | Sân vận động bóng chày Munhak, Incheon Trọng tài: Park Hi-young (KOR) |
| 27 tháng 9 12:30 | HR: Kuo Yen-wen (1) |      |                   | Sân vận động bóng chày Munhak, Incheon Trọng tài: Park Hi-young (KOR) |

| Đội               | 1 | 2 | 3 | 4 | 5 | 6 | 7 | 8 | 9 | R  | H  | E |
| ----------------- | - | - | - | - | - | - | - | - | - | -- | -- | - |
| Đài Bắc Trung Hoa | 0 | 7 | 3 | 0 | 0 | 0 | 0 | 0 | 0 | 10 | 11 | 1 |
| Nhật Bản          | 1 | 2 | 0 | 0 | 0 | 0 | 0 | 0 | 1 | 4  | 6  | 2 |

| 27 tháng 9 18:30 | Hàn Quốc                                | 7–2 | Trung Quốc    | Sân vận động bóng chày Munhak, Incheon Trọng tài: Akira Sakumoto (JPN) |
| 27 tháng 9 18:30 | WP: Lee Tae-yang                        |     | LP: Qi Jiping | Sân vận động bóng chày Munhak, Incheon Trọng tài: Akira Sakumoto (JPN) |
| 27 tháng 9 18:30 | HR: Kang Jung-ho (1), Park Byung-ho (1) |     |               | Sân vận động bóng chày Munhak, Incheon Trọng tài: Akira Sakumoto (JPN) |

| Đội        | 1 | 2 | 3 | 4 | 5 | 6 | 7 | 8 | 9 | R | H  | E |
| ---------- | - | - | - | - | - | - | - | - | - | - | -- | - |
| Trung Quốc | 0 | 0 | 1 | 1 | 0 | 0 | 0 | 0 | 0 | 2 | 5  | 2 |
| Hàn Quốc   | 0 | 1 | 1 | 0 | 2 | 3 | 0 | 0 | X | 7 | 13 | 1 |

#### Tranh huy chương đồng
| 28 tháng 9 12:30 | Trung Quốc      | 0–10 (F/7) | Nhật Bản         | Sân vận động bóng chày Munhak, Incheon Trọng tài: Chen Bin-shun (TPE) |
| 28 tháng 9 12:30 | LP: Yang Haifan |            | WP: Ryota Sekiya | Sân vận động bóng chày Munhak, Incheon Trọng tài: Chen Bin-shun (TPE) |

| Đội        | 1 | 2 | 3 | 4 | 5 | 6 | 7 | 8 | 9 | R  | H  | E |
| ---------- | - | - | - | - | - | - | - | - | - | -- | -- | - |
| Nhật Bản   | 0 | 0 | 0 | 1 | 2 | 5 | 2 | — | — | 10 | 15 | 0 |
| Trung Quốc | 0 | 0 | 0 | 0 | 0 | 0 | 0 | — | — | 0  | 2  | 0 |

#### Tranh huy chương vàng
| 28 tháng 9 18:30 | Đài Bắc Trung Hoa | 3–6 | Hàn Quốc      | Sân vận động bóng chày Munhak, Incheon Trọng tài: Akira Horii (JPN) |
| 28 tháng 9 18:30 | LP: Chen Kuan-yu  |     | WP: An Ji-man | Sân vận động bóng chày Munhak, Incheon Trọng tài: Akira Horii (JPN) |

| Đội               | 1 | 2 | 3 | 4 | 5 | 6 | 7 | 8 | 9 | R | H | E |
| ----------------- | - | - | - | - | - | - | - | - | - | - | - | - |
| Hàn Quốc          | 0 | 0 | 0 | 0 | 2 | 0 | 0 | 4 | 0 | 6 | 8 | 0 |
| Đài Bắc Trung Hoa | 1 | 0 | 0 | 0 | 0 | 2 | 0 | 0 | 0 | 3 | 7 | 1 |

## Chung kết
| Hạng | Đội               | Pld | W | L |
| ---- | ----------------- | --- | - | - |
| 1    | Hàn Quốc          | 5   | 5 | 0 |
| 2    | Đài Bắc Trung Hoa | 5   | 3 | 2 |
| 3    | Nhật Bản          | 5   | 4 | 1 |
| 4    | Trung Quốc        | 5   | 2 | 3 |
| 5    | Pakistan          | 3   | 1 | 2 |
| 5    | Thái Lan          | 3   | 1 | 2 |
| 7    | Hồng Kông         | 3   | 0 | 3 |
| 7    | Mông Cổ           | 3   | 0 | 3 |

## Liên kết
- Trang chủ chính thức